# Antes de que nos Olviden
Antes de que nos Olviden (Antes Que Nos Esqueçam ) é um documentário mexicano de 2014 produzido pela HBO Latin America com direção de Matías Gueilburt.
O filme conta com as opiniões de relevantes personagens mexicanos como o escritor Paco Ignacio Taibo II, os jornalistas Marcela Turati e Jacobo Zabludovsky, e o ator Demián Bichir e o cantor Jorge Hernández, vocalista de Los Tigres del Norte.
"Antes de que nos Olviden" tem a produção executiva de Luis F. Peraza, Roberto Ríos e Paul Drago por parte da HBO Latin America. Por parte da Anima Films, conta com a produção de Sebastián Gamba, Julián Rousso e Matías Guilbert.

## Sinopse
O México vive em estado de guerra contra o tráfico de drogas; uma situação, que a cada dia, se torna mais alarmante. Estima-se que mais de 120 mil pessoas morreram violentamente e há milhares de exilados, sequestrados e desaparecidos. Com depoimentos de sociólogos, jornalistas e artistas mexicanos importantes, além de testemunhos de famíliares e amigos das vítimas, um forte retrato que procura entender como a violência se espalhou pelo país.

## Elenco
- Paco Ignacio Taibo ... Ele mesmo
- Demián Bichir ... Ele mesmo
- Marcela Turati ... Ela mesma
- Jacobo Zabludovsky .... Ele mesmo